# Oides tetraspilota
Oides tetraspilota es una especie de insecto coleóptero de la familia Chrysomelidae.
Fue descrita científicamente en 1980 por Vachon.